# Kings Mountain
Kings Mountain est une ville située dans le comté de Cleveland, en Caroline du Nord, aux États-Unis. Selon le recensement de 2010, sa population est de 10 296 habitants.

## Histoire
La ville a été créée le 11 février 1974 du nom d'une bataille de la guerre d'indépendance des États-Unis ayant eu lieu non loin de là. 

## Démographie
| 1880 | 1890 | 1900  | 1910  | 1920  | 1930  |
| ---- | ---- | ----- | ----- | ----- | ----- |
| 337  | 429  | 2 062 | 2 218 | 2 800 | 5 632 |

| 1940  | 1950  | 1960  | 1970  | 1980  | 1990  |
| ----- | ----- | ----- | ----- | ----- | ----- |
| 6 547 | 7 206 | 8 008 | 8 465 | 9 080 | 8 763 |

| 2000  | 2010   | - | - | - | - |
| ----- | ------ | - | - | - | - |
| 9 693 | 10 296 | - | - | - | - |